# إدارة المخابرات العامة (سوريا)
```
 فرع الاستخبارات الداخلية مسؤول عن المراقبة الداخلية للمواطنين. فرع الاستخبارت الخارجية مسؤول عن أعمال الاستخبارات.
[
2
]

أصبح 
هشام اختيار
 مدير إدارة المخابرات العامة في عام 2001، ليحل محل 
علي حمود
، الذي أصبح وزير الداخلية.
[
3
]
 كان الجنرال اختيار قريبا من صهر 
بشار الأسد
 المتوفى 
آصف شوكت
.
[
4
]

في أواخر القرن العشرين كان علي الحوري مدير إدارة المخابرات العامة.
[
2
]

وكان الجهاز في منافسة مع إدارة الأمن السياسي.
[
4
]

قام الرئيس 
بشار الأسد
 في 
حزيران
 2005 بتعين اللواء 
علي مملوك
 كقائد لإدارة المخابرات العامة.
[
5
]
 بعد ست سنوات في 
نيسان
 2011، فرضت حكومة 
الولايات المتحدة
 عقوبات على علي مملوك، قائلة أنه كان مسؤولا عن انتهاكات حقوق الإنسان، بما في ذلك استخدام العنف ضد المدنيين. وقد قامت إدارته بقمع المعارضة الداخلية، ومراقبة المواطنين الأفراد، وكان متورطا في تصرفات الحكومة السورية في 
درعا
، حيث تم قتل المتظاهرين على أيدي أجهزة الأمن السورية. وفي الشهر التالي، فرض 
الاتحاد الأوروبي
 عقوبات على علي مملوك، قائلا انه كان ضالعا في الجهود المبذولة لقمع المحتجين المناهضين للحكومة. يعتبر علي مملوك بأنه على علاقة جيدة مع كل من وكالات الاستخبارات السورية - رؤساء مخابرات القوات الجوية ومديرية الأمن السياسي حيث كانوا مساعديه سابقا. وهو جزء من الدائرة المقربة من بشار الأسد.
[
6
]
```

## رؤساء مديرية المخابرات العامة
- عدنان دباغ (1971 -)[7]
- علي حمداني (السبعينات)[7]
- نزيه زرير (? - 1983)[8]
- فؤاد عبسي (1983 - 1987)[8]
- ماجد سعيد (1987 - 1994)[8][9]

- الفرع الداخلي: محمد ناصيف خيربك (؟ - 1999)

- بشير النجار (1994 - 1998)[9]
- علي حوري (1998 - 2001)[2][3]

- نائب المدير: محمد ناصيف خيربك (1999 - June 2005)
- الفرع الداخلي (251): بهجت سليمان (1999 - حزيران 2005)
- الفرع الخارجي: إياد محمود (1999 -)

- علي حمود (تشرين الأول - كانون الأول 2001)[3]
- هشام بختيار (2001 - حزيران 2005)[13]
- علي مملوك (حزيران 2005 - 2010)، فرض الاتحاد الأوروبي عليه عقوبات «لاستخدام العنف ضد المتظاهرين خلال الانتفاضة السورية».[13][14][15]

- نائب المدير: حسن خلوف (حزيران 2005 -)
- الفرع الداخلي (251): فؤاد ناصيف خير بك (حزيران 2005 -)
- نائب المدير: جميل حسن (؟ - 2009)
- فرع المعلومات: زهير حمد (- تموز 2010)

- زهير حمد (تموز 2010 - تموز 2012)، فرض الاتحاد الأوروبي عليه عقوبات ل«استخدام العنف في أنحاء سورية وترهيب وتعذيب المتظاهرين خلال الحرب الأهلية السورية».[14][15]

- نائب المدير: نزيه زرير (؟ - تموز 2012), فرض الاتحاد الأوروبي عليه عقوبات «لكونه المسؤول عن استخدام العنف في أنحاء سوريا وترهيب وتعذيب المتظاهرين خلال الانتفاضة السورية».
- فرع المعلومات: غسان خليل (تموز 2010 - الوقت الحاضر)، فرض الاتحاد الأوروبي عليه عقوبات بتهمة «التورط في القمع والعنف ضد السكان المدنيين في سورية خلال الانتفاضة السورية».

- محمد ديب زيتون (يوليو 2012 – يوليو 2019)[6][18]

- نائب المدير: زهير حمد (تموز 2012 - يوليو 2019)
- الفرع الداخلي (251): توفيق يونس (2011), فرض الاتحاد الأوروبي عليه عقوبات بتهمة «التورط في أعمال عنف ضد المتظاهرين خلال الانتفاضة السورية».

- حسام لوقا (7 يوليو 2019 - 8 ديسمبر 2024)[19]
- أنس خطاب (26 ديسمبر 2024 - الآن)[1]

## رؤساء الفروع الإقليمية لمديرية المخابرات العامة
- فرع دمشق: حافظ مخلوف (2011), فرض الاتحاد الأوروبي عليه عقوبات «للتورط في أعمال عنف ضد المتظاهرين خلال الانتفاضة السورية».[15]

- دمشق (الفرع 285): العقيد إبراهيم معلا (2011-2012) اتهم «بترتيب أو ارتكاب جرائم ضد الإنسانية من قبل منظمة هيومن رايتس ووتش».
- دمشق (الفرع 285): العقيد حسام فندي (؟-2011) اتهم «بإعطاء أوامر أو ارتكاب جرائم ضد الإنسانية».

- حمص (الفرع 318): العقيد فراس الأحمد (2012) اتهم «بإعطاء أوامر أو ارتكاب جرائم ضد الإنسانية».[20]
- فرع اللاذقية: العقيد خضر خضر (2012) اتهم «بإعطاء أوامر أو ارتكاب جرائم ضد الإنسانية».[20]
- فرع درعا: العقيد أحمد ديب (2011).[21]

## وكالات استخبارات سورية أخرى
- إدارة الأمن السياسي
- إدارة المخابرات العسكرية
- إدارة المخابرات الجوية